# Munda (Volk)

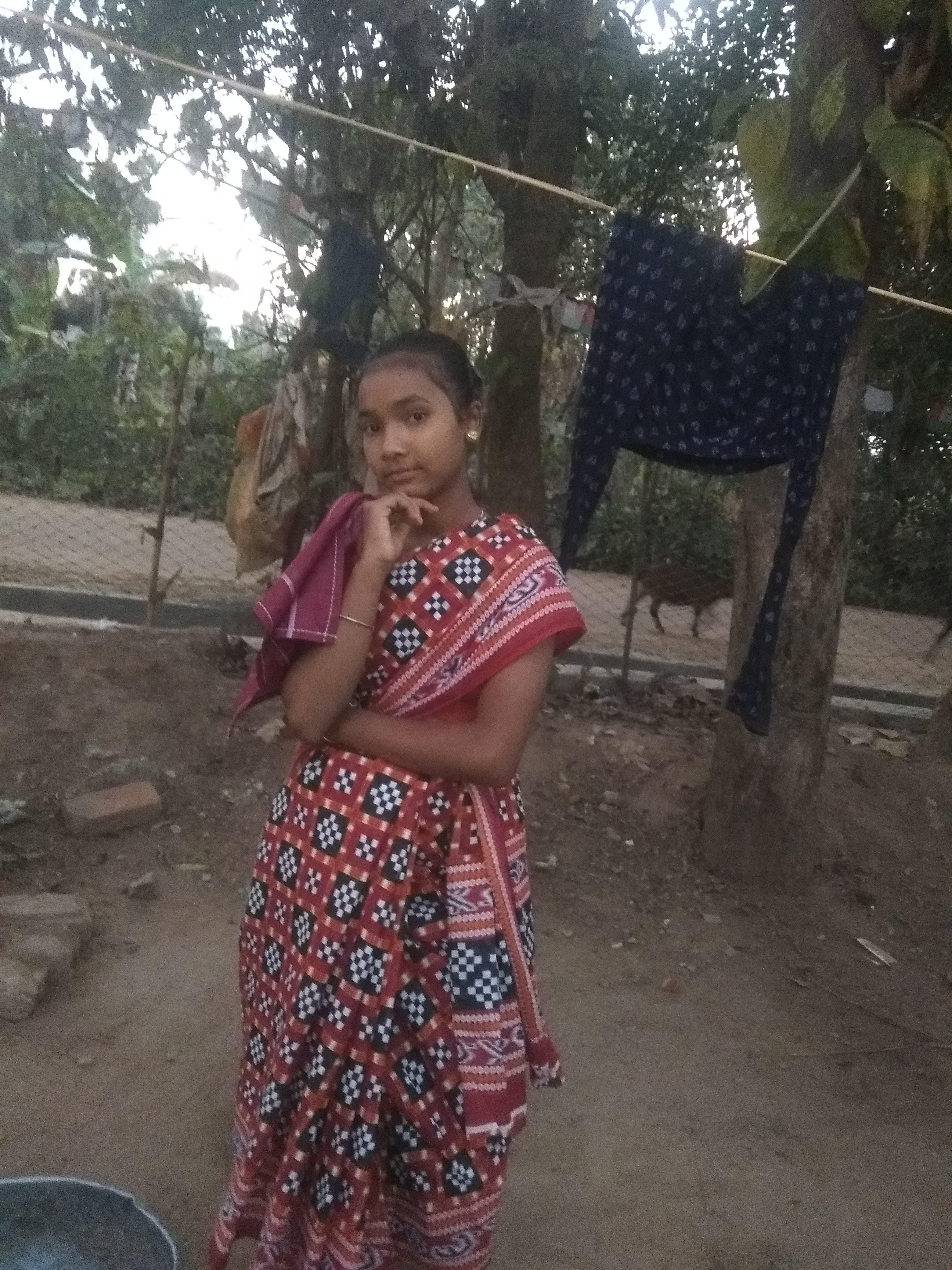
Mädchen der Bonda, einer zu den Munda gehörenden Ethnie

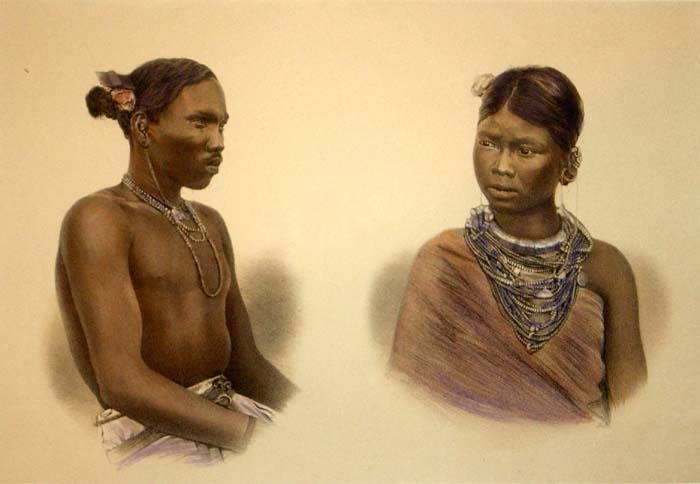
Munda-Mann und Munda-Frau (aus: Dalton: Descriptive Ethnology of Bengal. 1872)

Die Munda sind ein indigenes Volk in Indien mit 2,2 Millionen Angehörigen (Stand 2011), vor allem in den Bundesstaaten Jharkhand, Odisha und Westbengalen, sowie in Teilen Bangladeschs. Sie bilden mit einem Anteil von 2 % die achtgrößte Gruppe aller indischen Stammesgemeinschaften, die sich selbst oft als Adivasi verstehen („ursprüngliche Einwohner, erste Siedler“). Bekannt sind die Munda als Darsteller im volkstümlichen Tanzdrama Purulia chhau.
Die Sprache der Munda ist das Mundari aus der Familie der Munda-Sprachen, die zu den austroasiatischen Sprachen gehören. Zugleich sprechen sie die Sprache des jeweiligen Bundesstaates, in dem sie leben. 2011 wurden 1.128.200 Mundari-Sprecher in Indien gezählt. Das linguistische Sammelwerk Ethnologue listet 2018 für Nepal 7.800 Sprecher und für Bangladesch 2.500.

## Geschichte und Herkunft
Die Munda zählen zu den indigenen Stämmen Indiens, welche bereits vor den Indoariern im nördlichen und östlichen Indien lebten. Sie sprechen eine austroasiatische Sprache, welche vor allem in Ost- und Südostasien gesprochen werden. (Siehe Vietnamesisch oder Khmer). Laut linguistischen und genetischen Studien wanderten die Vorfahren der Munda vom südlichen China und Südostasien nach Indien und vermischten sich mit der lokalen Bevölkerung.
Laut einigen Historikern waren austroasiatische Völker, welche in Indien allgemein als Munda zusammengefasst werden, weiterverbreitet als heute. So vermuten einige, dass Teile der Gangesebene vor der Migration der Indoarier hauptsächlich von Munda bevölkert wurden. Jedoch stellten Dravidische Völker auch damals die Mehrheit. Noch heute können einige kulturelle Aspekte des nördlichen Indiens auf ost- und südostasiatische Ursprünge zurückgeführt werden.
Im späten 18. Jahrhundert wurden die Munda von den Indern und Engländern (British Raj) zu Feldarbeit mit geringem bis keinem Lohn gezwungen. Daraus resultierten Aufstände der Munda geführt von Birsa Munda gegen die staatlichen Behörden. Noch heute wird er unter dem Namen Birsa Bhagawan von vielen Munda verehrt.

## Bevölkerung
In 7 Bundesstaaten sind die jeweils ansässigen Munda als Scheduled Tribe anerkannt (ST: „registrierte Stammesgemeinschaft“), dem nach der Verfassung Indiens staatliche Schutz- und Fördermaßnahmen zustehen. Insgesamt 2.203.000 Munda und Untergruppen ermittelt die Volkszählung in Indien 2011 bei den 7 ST.
Der größte ST in Jharkhand mit den beiden Gruppen Munda und Patar hat 1,2 Mio. Angehörige. In Odisha umfasst der ansässige ST „Munda, Munda Lohara, Munda Mahalis, Nagabanshi Munda, Oriya Munda“, in Westbengalen, Chhattisgarh und Madhya Pradesh nur Munda, in Tripura Munda und Kaur und in Bihar wieder Munda und Patar.
 Die folgende Liste vergleicht soziale Indikatoren der ansässigen Munda-Stammesgemeinschaften in 7 Bundesstaaten:
- Einwohnerzahl des Bundesstaates (siehe Vergleichsliste der indischen Staaten)
- Munda: insgesamt 2,2 Millionen in Indien
- Bevölkerungsentwicklung ab 2001: indienweiter Zuwachs von 14,8 % (von 1,9 Mio.; Bevölkerungswachstum in Indien: +17,6 %), teils auch bedingt durch einzelstaatliche Neuzuordnungen von Munda-Untergruppen
- Anteil an der jeweiligen Bevölkerung – alle Munda-Gruppen stellen zusammen 0,2 % der Einwohner Indiens (1.210.855.000)
- ländlicher Raum – nur 11,5 % aller Munda leben in Städten (indienweit: 31 %)
- Geschlechterverteilung: Anzahl der weiblichen zu 1000 männlichen Personen (ausgeglichen wäre 1000 : 1000) – mit 998 liegen die Munda deutlich über dem indischen Durchschnitt (943)
- unter 7: Kinder von 0 bis 6 Jahren und ihre Geschlechterverteilung von Mädchen zu 1000 Jungen – auch hier liegen die Munda mit 973 höher als Indien (919 : 1000)
- Lesefähigkeit (ab 7 Jahren), auch bei Männern (♂) und Frauen (♀), sowie die Lücke zwischen beiden – die Munda liegen mit 60 % Alphabeten deutlich unter den Werten von Indien (74 %; 82 % ♂ und 65 % ♀ = 17 % Lücke)
- ST (Scheduled Tribes): die Registrierung als „Stammesgemeinschaft“ gilt nur für die Einwohner eines Staates (siehe ST-Liste) – die 7 ST der Munda stellen 2,1 % der 705 ST in Indien (vergleiche die 33 größten indigenen Völker Indiens)

|    | Bundesstaat     | Einwohner    | Munda      | ab 2001 | Anteil | ländlich | weiblich     | unter 7 | weiblich     | lesen  | ♂      | ♀      | Lücke  | ST | Anteil  |
| -- | --------------- | ------------ | ---------- | ------- | ------ | -------- | ------------ | ------- | ------------ | ------ | ------ | ------ | ------ | -- | ------- |
| 36 | Indien          | 1.210,9 Mio. | 02.203.006 | +14,8 % | 0,18 % | 88,45 %  | 998 : 1000   | 16,07 % | 973 : 1000   | 59,8 % | 69,7 % | 49,8 % | 19,9 % | 7  | 2,11 %  |
| 1  | Jharkhand       | 33,0 Mio.    | 1.229.221  | +17,1 % | 3,73 % | 89,17 %  | 1001 : 10000 | 16,19 % | 973 : 1000   | 62,6 % | 72,9 % | 52,4 % | 20,5 % | 1  | 55,80 % |
| 2  | Odisha (Orissa) | 42,0 Mio.    | 558.691    | +16,3 % | 1,33 % | 85,05 %  | 1001 : 10000 | 17,53 % | 972 : 1000   | 54,9 % | 64,7 % | 45,2 % | 19,5 % | 1  | 25,36 % |
| 3  | Westbengalen    | 91,3 Mio.    | 366.386    | 0+7,3 % | 0,40 % | 92,47 %  | 990 : 1000   | 13,16 % | 976 : 1000   | 57,7 % | 67,1 % | 48,3 % | 18,8 % | 1  | 16,63 % |
| 4  | Chhattisgarh    | 25,5 Mio.    | 15.095     | +21,9 % | 0,06 % | 62,64 %  | 972 : 1000   | 15,90 % | 899 : 1000   | 62,6 % | 73,3 % | 51,8 % | 21,5 % | 1  | 0,69 %  |
| 5  | Tripura         | 3,7 Mio.     | 14.544     | +17,1 % | 0,40 % | 97,00 %  | 961 : 1000   | 19,20 % | 996 : 1000   | 66,7 % | 73,2 % | 59,8 % | 13,4 % | 1  | 0,66 %  |
| 6  | Bihar           | 104,1 Mio.   | 14.028     | −21,0 % | 0,01 % | 92,27 %  | 941 : 1000   | 19,51 % | 1049 : 10000 | 40,8 % | 48,3 % | 32,6 % | 15,7 % | 1  | 0,64 %  |
| 7  | Madhya Pradesh  | 72,6 Mio.    | 5.041      | +22,8 % | 0,01 % | 38,92 %  | 889 : 1000   | 17,69 % | 939 : 1000   | 64,5 % | 72,2 % | 55,7 % | 16,5 % | 1  | 0,23 %  |

Das christlich-missionarische Joshua Project listet die Munda Anfang 2019 mit insgesamt 3.807.700 Angehörigen, davon 3.661.000 in Indien, 142.000 in Bangladesch sowie je rund 2.000 in Nepal und in Bhutan; dazu kommen 500 Munda in Kalifornien (USA).

## Religion
Laut Volkszählung in Indien 2011 sind die insg. 2,2 Millionen Munda zu 43 % Hindus (Indien: 80 %) und zu 27,8 % christlich (Christen in Indien: 2,3 %); muslimisch sind 0,3 % (Indien: 14 %). Im Unterschied zu den beiden großen indigenen Ethnien Bhil und Gond haben die Munda sehr viele Anhänger von ethnischen Religionen und neuen religiösen Bewegungen: 28,4 % sind keine Anhänger der sechs großen indischen Religionen. Die alte animistische Religion „Sarna“ hat 0,6 Mio. Anhänger (28 %), „Birsa“ hat 2.339 Anhänger (0,1 %) und andere 9 kleine Religionen haben insg. 3.300 Anhänger (vergleiche die größten ethnischen Religionen Indiens).
Die folgende Liste berechnet die Anteile der Munda, die einer der 6 großen Religionen in Indien angehören oder einer unter „Andere Religionen und Überzeugungen“ (Other Religions and Persuasions) angegebenen – atheistisch (ohne Glauben an Göttlichkeit) sind keine Munda (vergleiche Atheismus in Indien):
| Volkszählung in Indien 2011 | Volkszählung in Indien 2011 | 00 Munda 00 2.203.006 | fJharkhandf 1.229.221 | 0fOdisha0f 558.691 | Westbengalen 366.386 | Chhattisgarh 15.095 | 0fTripura0f 14.544 | 00fBihar00f 14.028 | Madhya Pradesh 5.041 |
|                             | Religion                    | 100 %                 | 56 %                  | 25 %               | 17 %                 | 0,69 %              | 0,66 %             | 0,64 %             | 0,23 %               |
| --------------------------- | --------------------------- | --------------------- | --------------------- | ------------------ | -------------------- | ------------------- | ------------------ | ------------------ | -------------------- |
| 1.                          | Hindus                      | 43,187 %              | 17,325 %              | 66,254 %           | 88,975 %             | 87,963 %            | 95,373 %           | 94,026 %           | 39,119 %             |
| 2.                          | Muslime                     | 0,328 %               | 0,196 %               | 0,202 %            | 0,334 %              | 0,106 %             | 0,165 %            | 0,242 %            | 47,391 %             |
| 3.                          | Christen                    | 27,758 %              | 32,823 %              | 31,166 %           | 8,278 %              | 10,845 %            | 4,160 %            | 5,133 %            | 12,696 %             |
| 4.                          | Sikhs                       | 0,013 %               | 0,008 %               | 0,013 %            | 0,026 %              | 0,079 %             | 0,000 %            | 0,007 %            | 0,000 %              |
| 5.                          | Buddhisten                  | 0,065 %               | 0,075 %               | 0,055 %            | 0,049 %              | 0,020 %             | 0,103 %            | 0,021 %            | 0,020 %              |
| 6.                          | Jainas                      | 0,006 %               | 0,003 %               | 0,009 %            | 0,008 %              | 0,000 %             | 0,007 %            | 0,093 %            | 0,040 %              |
| 7.                          | Andere R. u. Ü.             | 28,387 %              | 49,245 %              | 2,126 %            | 2,166 %              | 0,914 %             | 0,069 %            | 0,235 %            | 0,635 %              |
| 7.1                         | „Sarna“                     | 28,092 %              | 48,885 %              | 1,853 %            | 2,051 %              | 0,596 %             |                    |                    |                      |
| 7.2                         | „Birsa“                     | 0,106 %               | 0,190 %               |                    |                      |                     |                    |                    |                      |
| 7.3                         | „Adi Dharm“                 | 0,047 %               |                       | 0,184 %            |                      |                     |                    |                    |                      |
| 7.4                         | „Munda“                     | 0,043 %               | 0,057 %               | 0,017 %            | 0,042 %              |                     |                    |                    |                      |
| 7.5                         | …weitere…                   | 0,058 %               | 0,066 %               | 0,054 %            | 0,047 %              |                     |                    |                    |                      |
| 7.9                         | unklassifiziert             | 0,041 %               | 0,047 %               | 0,017 %            | 0,025 %              | 0,318 %             | 0,069 %            | 0,235 %            | 0,635 %              |
| 8.                          | Ohne Angabe                 | 0,256 %               | 0,324 %               | 0,175 %            | 0,165 %              | 0,073 %             | 0,124 %            | 0,242 %            | 0,099 %              |

| 2011 alle Munda: Jharkhand Odisha Westbeng. Chhatt. Tripura Bihar MadhyaP. Munda: 2203006 = 1229221 + 558691 + 366386 + 15095 + 14544 + 14028 + 5041 ------------------------------------------------------------------------------------- 1. Hindus 951421 = 212965 + 370154 + 325991 + 13278 + 13871 + 13190 + 1972 2. Muslims 7228 = 2412 + 1130 + 1223 + 16 + 24 + 34 + 2389 3. Christians 611516 = 403466 + 174119 + 30329 + 1637 + 605 + 720 + 640 4. Sikhs 284 = 102 + 73 + 96 + 12 + 0 + 1 + 0 5. Buddhists 1436 = 928 + 308 + 178 + 3 + 15 + 3 + 1 6. Jains 129 = 34 + 49 + 30 + 0 + 1 + 13 + 2 7. Other R & P 625362 = 605335 + 11878 + 7936 + 138 + 10 + 33 + 32 8. Not Stated 5630 = 3979 + 980 + 603 + 11 + 18 + 34 + 5 „7. Other Religions and Persuasions“ (0,62 Mio. von 2,20 Mio. = 28,1 %): ------------------------------------------------------------------------ Sarna 618870 = 600910 + 10354 + 7516 + 90 Birsa 2339 = 2339 Adi Dharm 1029 = 0 + 1029 Munda 945 = 696 + 95 + 154 Addi Bassi 428 = 428 Adi 313 = 154 + 159 Ho 145 = 0 + 145 Sarvdharm 114 = 114 Malla 111 = 111 Sari Dharma 93 = 0 + 0 + 93 Saranath 81 = 0 + 0 + 81 Other unclassified 894 = 583 + 96 + 92 + 48 + 10 + 33 + 32 |

Das christlich-missionarische Joshua Project listet die vorgeblich 142.000 Munda in Bangladesch als 65,6 % Hindus, 0,7 % Muslime und 10,6 % Christen, sowie 23 % „unbekannt“.

### Ethnische Religion
Die Munda pflegen eine eigene ethnische Religion namens Sarna – indienweit hat sie fast 5 Mio. Anhänger (0,4 % der Gesamtbevölkerung). Sie glauben an eine Vielzahl von Göttern oder Geistern und praktizieren einen Ahnenkult. Besonders verehrt werden die buru bonga (Clangeister) und die haprom (Ahnengeister der Familie). Der wichtigste Gott ist der Sonnengott Sing Bonga (Singbonga). Etwa ein Viertel der Munda-Bevölkerung wurde missioniert und konvertierte zum Christentum. Ihre Hochzeits- und Bestattungsrituale gründen auf alten Traditionen.

## Musik
Die Musik der Munda ist tief in der kulturellen Tradition verwurzelt. Zu den Tänzen spielen nur Schlaginstrumente den Rhythmus, während Blasinstrumente und die Spießgeige banam in allen musikalischen Bereichen, aber nicht zur Begleitung von Tänzen eingesetzt werden. Eine auch bei den Mundas selten gewordene und für die heutige indische Musik ungewöhnliche Stabzither ist die tuila, die als praktisch letzter Überrest der frühen vinas angesehen wird, wie sie im 1. Jahrtausend auf Tempelreliefs abgebildet wurden.